# Passiflora cuneata
Passiflora cuneata Willd. – gatunek rośliny z rodziny męczennicowatych (Passifloraceae Juss. ex Kunth in Humb.). Występuje naturalnie w Kolumbii oraz Wenezueli.

## Morfologia
PokrójZdrewniałe, trwałe, nagie liany.
LiściePodwójnie klapowane, rozwarte u podstawy. Mają 4–9 cm długości oraz 3,5–6 cm szerokości. Całobrzegie, z tępym lub ostrym wierzchołkiem. Ogonek liściowy jest owłosiony i ma długość 15–30 mm. Przylistki są liniowe, mają 2–6 mm długości.
KwiatyPojedyncze lub zebrane w pary. Działki kielicha są lancetowate, białe, mają 1–1,6 cm długości. Płatki są podłużnie lancetowate, białe, mają 0,5–0,7 cm długości. Przykoronek ułożony jest w dwóch rzędach, purpurowo-brunatny, ma 3–6 mm długości.
OwoceSą kulistego kształtu. Mają 1,5 cm średnicy.